# Lamprobyrrhulus nitidus

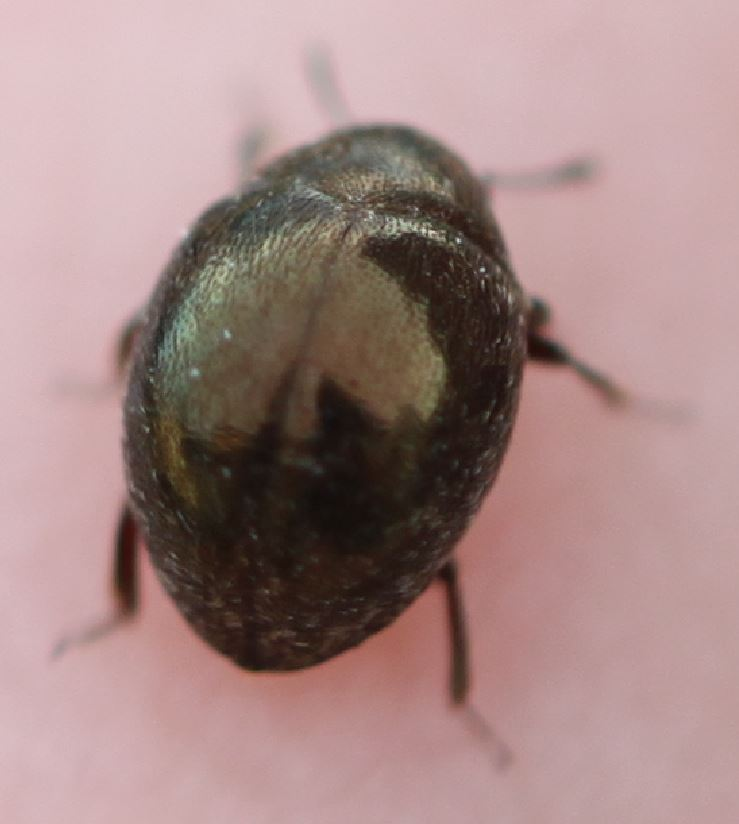
Lamprobyrrhulus nitidus

Lamprobyrrhulus nitidus ist ein Käfer aus der Familie der Pillenkäfer (Byrrhidae).

## Merkmale des Käfers
Die kurz-ovalen Käfer besitzen eine Körperlänge von 3,5 mm. Die Oberseite der Käfer ist metallisch grünlich schimmernd, seltener blaugrün oder bronzefarben, die Unterseite ist dunkelbraun oder schwarz. Ober- und Unterseite sind spärlich behaart mit kurzer, anliegender Behaarung, sie sind dicht und fein punktiert. Die Flügeldecken besitzen keine Längsstreifen. Die Beine sind rotbraun gefärbt. Schenkel und Schienen der Beine sind breit abgeflacht, sie können an der Unterseite dicht angelegt werden, so dass der ganze Käfer eine gepanzerte Schutzform besitzt. Bei der Art sind die Vorderschienen gefurcht, so dass die Vordertarsen darin eingelegt werden können. Die Mittelschienen können in eine Grube der Hinterbrust eingelegt werden.

## Verbreitung
Die Käferart kommt in Europa in Frankreich und Italien sowie in Mittel- und Nordosteuropa (Polen, Baltikum) vor. Angaben auch für Finnland erwiesen sich als irrtümlich. Nach Osten ist sie bis in den russischen Fernen Osten (Sibirien) verbreitet.

## Lebensweise
Die Käferart bevorzugt trockene Lebensräume, insbesondere mit sandigen Böden. Die Käfer beobachtet man zwischen Mitte März und Mitte Juni. Man findet sie typischerweise an Moos, meist auf Waldwegen in allen Höhenlagen. Moos ist die Wirts- und Futterpflanze der Käfer. Die Käferlarven entwickeln sich im Boden und fressen an den Rhizoiden der Moospflanzen.

## Taxonomie
Die Art wurde von Schaller als Byrrhus nitidus erstbeschrieben. In der Literatur finden sich folgende weitere Synonyme:
Byrrhus aeneus Olivier, 1790, Byrrhus niger Kugelann, 1792, Byrrhus nitens Panzer, 1795, Byrrhus punctatus Germar, 1817.
Die Gattung Lamprobyrrhulus Ganglbauer, 1902 umfasst nur zwei Arten, von denen L. nitidus die Typusart ist. Die zweite Art, Lamprobyrrhulus hayashii Fiori, 1967 kommt ausschließlich in Japan vor. Sie wird einer Unterfamilie Pedilophorinae zugeordnet (teilweise auch als Tribus Pedilophorini aufgefasst), in der alle Arten mit metallischer Oberseite zusammengefasst werden. Deren Monophylie ist aber stark umstritten.